# Louane Emera
Anne Peichert (n. 26 noiembrie 1996, Sainte-Catherine, communauté urbaine d'Arras⁠(d), Franța), cunoscută sub numele de scenă Louane Emera sau pur și simplu Louane, este o cântăreață și actriță franceză. Ea este mai bine cunoscută ca semifinalistă în al doilea sezon al The Voice. Mai târziu, ea a primit un rol în ”La Famille Bélier” care a câștigat Premiul César. În 2025, aceasta va reprezenta Franța la Concursul Muzical Eurovision, cu piesa Maman.